# Вака, Пабло
Пабло Дельмар Вака Хустиниано (исп. Pablo Delmar Vaca Justiniano; род. 31 мая 2002, Санта-Крус-де-ла-Сьерра) — боливийский футболист, полузащитник клуба «Олвейс Реди» и сборной Боливии.

## Клубная карьера
Вака — воспитанник клубов «Тауичи» и «Олвейс Реди». 6 февраля 2022 года в матче против «Индепендьенте Петролеро» он дебютировал в боливийской Примере в составе последних.

## Международная карьера
27 августа 2023 года в товарищеском матче против сборной Панамы Вака дебютировал за сборную Боливии.